# 328432 Thomasposch
328432 Thomasposch è un asteroide della fascia principale. Scoperto nel 2008, presenta un'orbita caratterizzata da un semiasse maggiore pari a 3,2152032 au e da un'eccentricità di 0,1488876, inclinata di 3,57012° rispetto all'eclittica.
L'asteroide è dedicato all'astronomo austriaco Thomas Posch.